# Сапгир, Кира Александровна
Кира Александровна Сапгир (урождённая Гуревич; 6 июня 1937, Москва — 15 ноября 2022, Кормей-ан-Паризи) — русский прозаик, поэт, журналист.

## Биография
Родилась в семье переводчика Александра Давидовича Гуревича (1906—1967) и химика-технолога Нины Михайловны Гуревич. Племянница журналиста С. Д. Гуревича, внучатая племянница поэта Н. А. Адуева и прозаика А. И. Шарова. Окончила французское отделение Московского института иностранных языков.
Была замужем за поэтом Генрихом Сапгиром. Оставила мужа и с 1978 года жила с дочерью Марией в Париже.
Как журналист сотрудничала с рядом периодических изданий русского зарубежья. В первой половине 1980-х годов была штатным корректором в парижской газете «Русская мысль», писала статьи для этой газеты. В 1983—1986 годах работала для русской редакции Международного французского радио. Автор нескольких книг прозы, в том числе романов, рассказов и книг для детей.
Скончалась 15 ноября 2022 года. Похоронена на кладбище Chambly.

## Книги
- Приключения Кубарика и Томатика, или Весёлая математика (Весёлая математика Кубарика и Томатика). Стихи Генриха Сапгира. Часть I — М.: Монолог, 1997; М.: Розовый жираф, 2015; Часть II: Как искали Лошарика — М.: Россмэн, 1998; М.: Розовый жираф, 2017. — 182 с.
- Ткань лжи (роман-репортаж). М.: Магазин искусства, 2000. — 211 с.
- Дисси-блюз. СПб.: Алетейя, 2003. — 300 с.
- Оставь меня в покое. СПб: Алетейя, 2003. — 108 с.
- Быки и улитки. СПб: Алетейя, 2006. — 235 с.
- Париж, которого не знают парижане. СПб: Росток, 2012. — 381 с.
- Мешок тру-ля-ля (стихи для детей). СПб: Амфора, 2013. — 30 с.
- Париж — мир чудесный и особый. СПб: Росток, 2014. — 512 с.
- Двор чудес. М.: Эксмо, 2017. — 256 с.